# Damon's Revenge
Damon's Revenge es una película estadounidense de acción y terror de 2022, dirigida por David Gere, que a su vez la escribió junto a Eric Weinstock, musicalizada por David Bateman, en la fotografía estuvo Ryan Sweeney y los protagonistas son Chelsea Vale, Tom Sizemore y Robert LaSardo, entre otros. El filme fue producido por Bombshelter Post Production Studios, Hyperborea Films y LaSalle Productions; se estrenó el 28 de enero de 2022.

## Sinopsis
Un grupo de personas pasa el fin de semana en la casa de un amigo, al lado del lago. Junto con el sheriff local, el grupo se encuentra con un jefe nativo americano convicto fugitivo, un asesino imitador y el regreso del atterador acosador enmascarado, Damon.